# Свети Георги (Бер)
Вижте пояснителната страница за други значения на Свети Георги.
„Свети Георги“ (на гръцки: Αγίου Γεωργίου) е средновековна православна църква в южномакедонския град Бер (Верия), Егейска Македония, Гърция. Храмът е енорийски.

## История
Църквата е издигната около средата на XIV век, а в XVI век е изцяло реконструирана като трикорабна базилика. Вероятно обновяване има и в XVIII век, при което църквата е отново разширена. Във вътрешността се пазят ценни стенописи от XIV век – Благовещение, Убрус на източната стена, както и от XVI век – Света Богородица на трон с архангелите Михаил и Гавриил на северната стена на наоса.